# Eustace Chapuys
Eustace Chapuys (Annecy, 1490 – Lovanio, 21 gennaio 1556) è stato un diplomatico savoiardo al servizio del Sacro Romano Impero in qualità di ambasciatore presso la corte inglese tra il 1529 ed il 1545, noto per la sua intensiva e dettagliata corrispondenza.

## Vita
Nacque ad Annecy nella Savoia. Frequentò l'Università di Torino dal 1507, rimanendovi per i successivi otto anni. Nel 1517 divenne un ufficiale della diocesi di Ginevra, città che era allora parte del Ducato di Savoia, ed il cui vescovo era Giovan Francesco di Savoia (in carica dal 1513 al 1522). Dopo la morte di Giovan Francesco di Savoia, restò per un certo tempo al servizio del duca Carlo II di Savoia, passando poi a quello di Carlo III di Borbone-Montpensier. Nel 1527 entrò al servizio del Sacro Romano Imperatore, Carlo V.
Dopo essere rientrato brevemente in patria come Ambasciatore di Carlo V presso Carlo II di Savoia, andò in Inghilterra nel settembre del 1529 per rilevare il posto di ambasciatore residente lì da Íñigo López de Mendoza y Zúñiga, una posizione che era stata piuttosto instabile dopo il ritiro forzato di Lodewijk van Praet nel 1525. Particolare curioso, in quegli stessi anni - dal 1526 al 1535 - ambasciatore francese presso Enrico VIII era un altro suddito sabaudo Carlo Solaro di Moretta (Charles de Solier, comte de Morette).
La preparazione legale di Chapuys lo rendeva un candidato ideale per difendere la moglie di Enrico VIII, Caterina d'Aragona (che era anche zia dell'Imperatore Carlo V), contro il procedimento legale che gli storici chiamano "Divorce Crisis", che portò allo Scisma anglicano, al rifiuto inglese dell'autorità papale e alla rottura con la Chiesa di Roma. I tentativi di Chapuys di sconfiggere le macchinazioni inglesi contro Caterina fallirono ed Enrico sposò Anna Bolena. Caterina morì nel gennaio del 1536. Chapuys sdegnò la Bolena descrivendola come una "puttana" e "concubina".
Chapuys rimase come ambasciatore residente in Inghilterra fino al maggio del 1545 (salvo un breve intervallo nell'aprile del 1539 quando fu mandato ad Anversa). Egli in seguito chiese di essere sollevato dal suo incarico dovuto all'aggravarsi della malattia, ma l'Imperatore gli permise di partire solo dopo aver introdotto il suo successore (François van der Delft) alla carica. Successivamente, Chapuys risiedette a Lovanio (nel Brabante, ora Belgio) dove fondò una scuola di grammatica per studenti promettenti dalla nativo Ducato di Savoia (il Collège de Savoie).
Eustace fu anche convocato dal suo ritiro per alcuni consigli dall'Imperatore Carlo V tra il 1547-1549. Gli fu inviata una lettera in cui gli veniva chiesto di rammentare i suoi negoziati e la precedente attitudine del regime di Enrico VIII, sulla questione del fidanzamento di Maria I. In sua replica, egli rispose che era certo di convincere John Dudley ad accettare qualsiasi proposta di matrimonio. Al termine della lettera Chapuys scrisse che Maria aveva "nessun altro desiderio o speranza che essere concessa alla mano di vostra maestà". Egli sentiva che nulla era più appassionato nella mente di Maria che il matrimonio.
Chapuys apparve anche come un personaggio nella commedia di William Shakespeare The Famous History of the Life of King Henry the Eight con il nome di Capucius. È un personaggio principale in Un uomo per tutte le stagioni di Robert Bolt, anche se è esaltato nella versione cinematografica. Chapuys è interpretato da Anthony Brophy nella serie I Tudors della Showtime.